# Organización territorial de Jamaica
Jamaica está dividida administrativamente en tres condados, que a su vez comprenden catorce parroquias:

## Condados

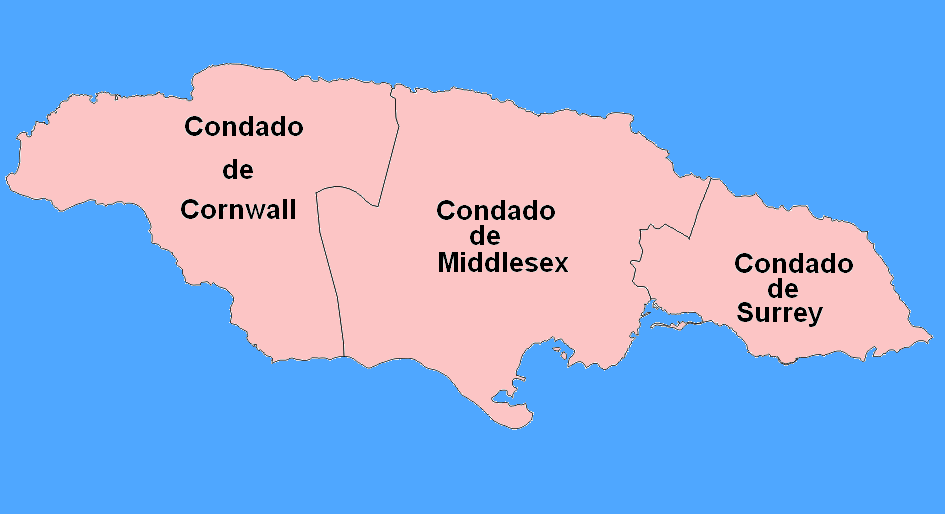
Condados de Jamaica.

A pesar de que esta isla caribeña se encuentra subdividida en tres condados, estos no poseen ningún peso administrativo, debido a que la subdivisión territorial con valor administrativo la poseen las catorce parroquias (que aparecen enumeradas más abajo).
1. Condado de Cornwall
2. Condado de Middlesex
3. Condado de Surrey

## Parroquias
A continuación una lista de las parroquias numeradas según el orden que posee el mapa que muestra la división territorial formada por las catorce parroquias:
| Parroquia            | Parroquia           | Capital             | Área km²            | Población censo 2011 |
| Condado de Cornwall  | Condado de Cornwall | Condado de Cornwall | Condado de Cornwall | Condado de Cornwall  |
| -------------------- | ------------------- | ------------------- | ------------------- | -------------------- |
| 1                    | Hanover             | Lucea               | 450.4               | 69 533               |
| 2                    | Saint Elizabeth     | Black River         | 1212.4              | 150 205              |
| 3                    | Saint James         | Montego Bay         | 594.9               | 183 811              |
| 4                    | Trelawny            | Falmouth            | 874.6               | 75 164               |
| 5                    | Westmoreland        | Savanna-la-Mar      | 807.0               | 144 103              |
| Condado de Middlesex |                     |                     |                     |                      |
| 6                    | Clarendon           | May Pen             | 1196.3              | 245 103              |
| 7                    | Manchester          | Mandeville          | 830.1               | 189 797              |
| 8                    | Saint Ann           | Saint Ann's Bay     | 1212.6              | 172 362              |
| 9                    | Saint Catherine     | Spanish Town        | 1192.4              | 516 218              |
| 10                   | Saint Mary          | Port Maria          | 610.5               | 113 615              |
| Condado de Surrey    |                     |                     |                     |                      |
| 11                   | Kingston(1)(2)      | Kingston            | 21.8                | 89 057               |
| 12                   | Portland            | Port Antonio        | 814.0               | 81 744               |
| 13                   | Saint Andrew(1)     | Half Way Tree       | 430.7               | 573 369              |
| 14                   | Saint Thomas        | Morant Bay          | 742.8               | 93 902               |
| Total                | Total               | Total               | 10 991.0            | 2 697 983            |

(1) Las parroquias de Kingston y de Saint Andrew juntas forman la corporación de Kingston y Saint Andrew (gobierno local). 

(2) La parroquia de Kingston no comprende toda la ciudad de Kingston. La mayoría de la ciudad está en la parroquia de Saint Andrew.